# Kościół św. Filipa i św. Jakuba w Krakowie
Kościół św. św. Filipa i Jakuba – kościół rzymskokatolicki, wznoszący się w dawnym Kleparzu (obecnie część Krakowa). Zburzony w 1801 roku. 
Kościół wzniesiono prawdopodobnie w drugiej połowie XIV w. Znajdował się przy północnej pierzei rynku kleparskiego. Był początkowo jedną z dwóch świątyń miasta Kleparza (obok kościoła św. Floriana). Prawdopodobnie początkowo drewniany, w XV w. był określany mianem "kaplicy", co wskazuje na jego małe rozmiary.
Spłonął w pożarze Kleparza w 1528. Odbudowany jako kaplica murowana. Ponownie zniszczony został w 1655. Odbudowany w stylu barokowym, konsekrowany ponownie w 1667. Z opisu z połowy XVIII w. wynika, iż posiadał trzy ołtarze, prowadziły do niego wejścia przez dwie kruchty (od południa i zachodu). 
Spłonął ponownie w pożarze Kleparza w 1755. Odrestaurowany (pod koniec XVIII w., kryty gontem, posiadał jeden ołtarz). Zburzono go w 1801 r. W latach 1797–1804 otaczający kościół cmentarz funkcjonował jako jeden z dwóch cmentarzy aglomeracji krakowskiej (po wydaniu zakazu grzebania zmarłych na cmentarzach przykościelnych, a przed uruchomieniem Cmentarza Rakowickiego).
W drugiej połowie XIX w. teren po kościele przejęli oo. misjonarze i zbudowali tu kościół św. Wincentego. W miejscu dawnego kościoła znajduje się obecnie ogród klasztorny.